# ダンカン・ウィアー
ダンカン・ウィアー（Duncan Weir、1991年5月10日 - ）は、ユナイテッド・ラグビー・チャンピオンシップ、グラスゴー・ウォリアーズに所属するラグビー選手。  

## プロフィール
- スコットランド・グラスゴー出身。
- ポジションはスタンドオフ(SO)。
- 身長 173cm、体重 89kg
- スコットランド代表キャップ数は30(2020年12月現在)でラグビーワールドカップ2015のスコットランド代表に選ばれた[1]。

## 略歴
グラスゴー・ウォリアーズ、エディンバラを経て、2018年、ウスター・ウォリアーズに加入。
2021年、グラスゴー・ウォリアーズに復帰。